# باتل نورث جولد
باتل نورث جولد (بالإنجليزية: Battle North Gold)‏ (المعروفة سابقًا باسم Rubicon Minerals) هي شركة كندية كانت تتابع تطوير مشروع الذهب Bateman (المعروف سابقًا باسم Phoenix) بالقرب من Red Lake، أونتاريو. 
يقع المقر الرئيسي للشركة في تورونتو، وقد تم إدراجها في بورصة تورونتو في كندا وبورصة نيويورك ثم بورصة OTCQX في الولايات المتحدة. وافق مجلس إدارة الشركة على بناء المنجم في عام 2014 جمع 700 مليون دولار ولكن تم استرداد القليل من الذهب. وبالتالي، سعت الشركة إلى حماية الدائنين وإعادة هيكلتها. بحلول عام 2018، بلغت القيمة السوقية للشركة 80 مليون دولار أمريكي في الوقت الذي تتبع فيه تقديرات الموارد الجديدة. تم الاستحواذ على الشركة من قبل شركة إفلوشن للتعدين المدرجة في بورصة الأوراق المالية الأسترالية في عام 2021.